# Нсанзимана, Сильвестр
Сильвестр Нсанзимана (фр. Sylvestre Nsanzimana; 5 января 1936, Гиконгоро — 1999, Брюссель, Бельгия) — руандийский политический и государственный деятель, премьер-министр Руанды (12 октября 1991 — 2 апреля 1992), юрист, педагог, ректор Национального университета Руанды, доктор юридических наук.

## Биография
Представитель народности хуту.
Учился у иезуитов, позже до обретения Руандой независимости был отправлен в Бельгию, где изучал право в Брюссельском свободном университете. В 1965 году вернулся в Руанду, получив степень доктора юридических наук.
Был назначен директором Департамента юстиции, затем генеральным секретарём Министерства внутренних и судебных дел Руанды.
Член Республиканского демократического движения. В 1967 году занял должность министра торговли, шахт и промышленности. В 1969 году был назначен министром иностранных дел и сотрудничества.
В октябре 1971 г. стал первым руандийским ректором Национального университета Руанды (ныне Университет Руанды).
В 1978 году был назначен заместителем генерального секретаря Организации африканского единства (ОАЕ) в Эфиопии.
После своего возвращения в Руанду в 1991 году занял пост министра юстиции Руанды.
С 12 октября 1991 по 2 апреля 1992 года работал премьер-министром Руанды. Дважды безуспешно пытался сформировать правительство национального единства. Ушёл в отставку с поста премьер-министра после отказа оппозиционных партий участвовать в его правительстве.
Умер от болезни в Брюсселе.